# Heinricke van Thourout
Heinric van Torhout (veertiende eeuw) was burgemeester van Brugge.

## Levensloop
Van Torhout was beroepshalve hostelier. Na 1302 werd hij een van de nieuwelingen in het Brugse stadsbestuur. In 1305-1306 werd hij burgemeester van de schepenen, in het jaar waarin de hevige disputen ontstonden in verband met het Verdrag van Athis-sur-Orge. Hij behoorde tot de delegaties die hierover met de graaf van Vlaanderen gingen overleggen.  In 1307-1308 werd hij nog schepen en in 1308-1309 nog raadslid.

## Bron
- Dirk VANDENAUWEELE, en schepenen te Brugge (1127-1384). Bijdrage tot de studie van een gewone stedelijke rechts- en bestuursinstelling, met lijst van Wetsvernieuwingen van 1211 tot 1357, doctoraatsverhandeling (onuitgegeven), Katholieke Universiteit Leuven, 1977.